# Google Zeitgeist
Google Zeitgeist é um serviço do Google, que mostra as palavras mais pesquisadas de cada país. O serviço se baseia em dados de milhões de pesquisas em períodos diários, semanais e mensais. Um fato curioso que pode ser visto no Zeitgeist é que os acontecimentos de cada país influenciam nas palavras buscadas de cada período.
O nome tem origem na palavra alemã Zeitgeist (espírito do tempo) referindo aos acontecimentos de determinada época.